# دیوید شنگ
دیوید شنگ (انگلیسی: David Schnegg؛ زادهٔ ۲۹ سپتامبر ۱۹۹۸) بازیکن فوتبال اهل اتریش است.
از باشگاه‌هایی که در آن بازی کرده‌است می‌توان به باشگاه فوتبال لیفرینگ اشاره کرد.
وی همچنین در تیم‌های ملی فوتبال زیر ۲۱ سال اتریش و اتریش بازی کرده‌است.